# Lista de cidades na Albânia

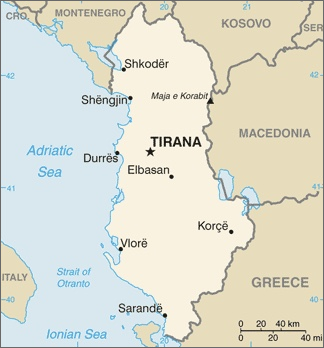
Mapa da Albânia com as principais cidades

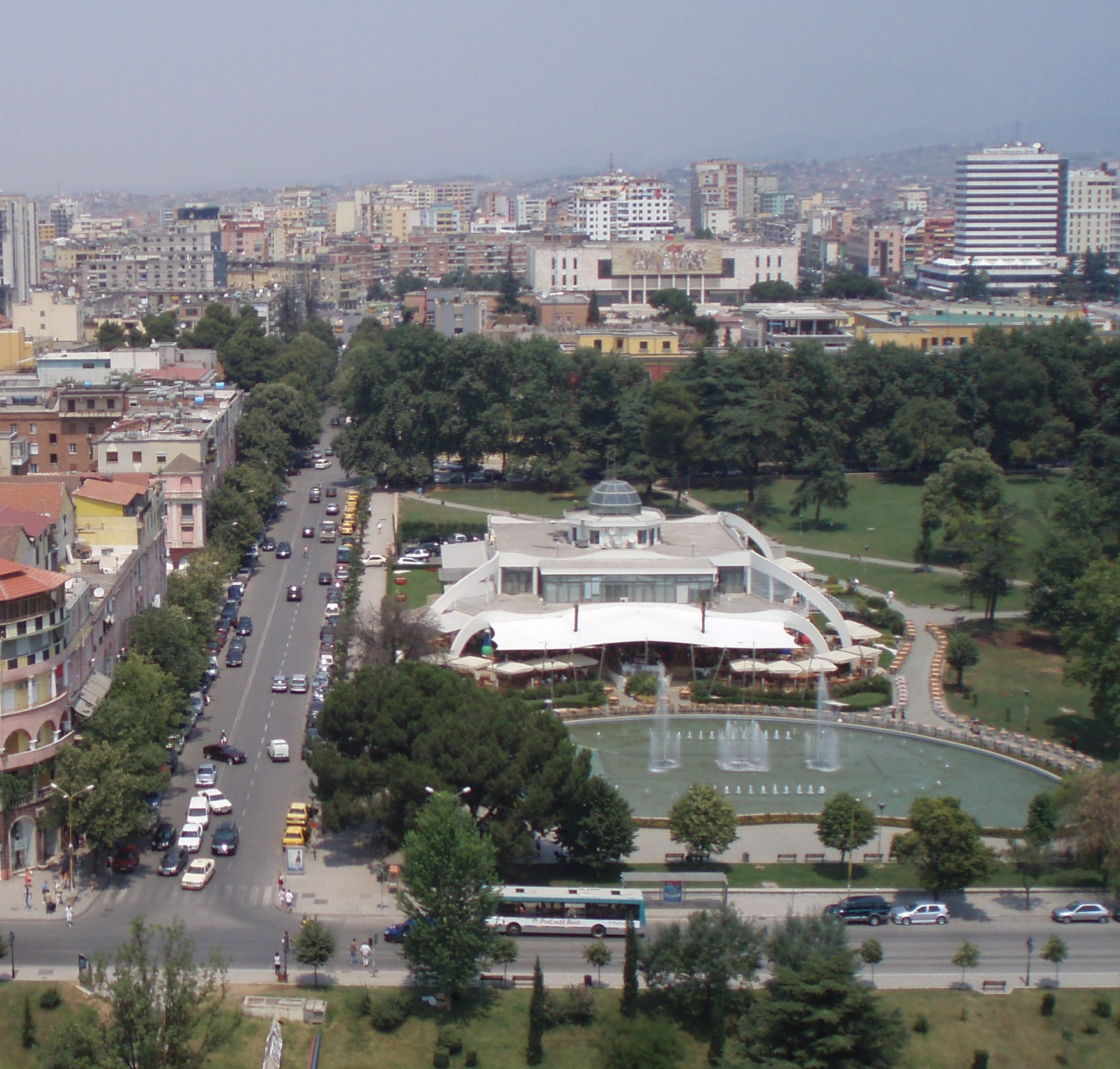
Tirana, capital da Albânia

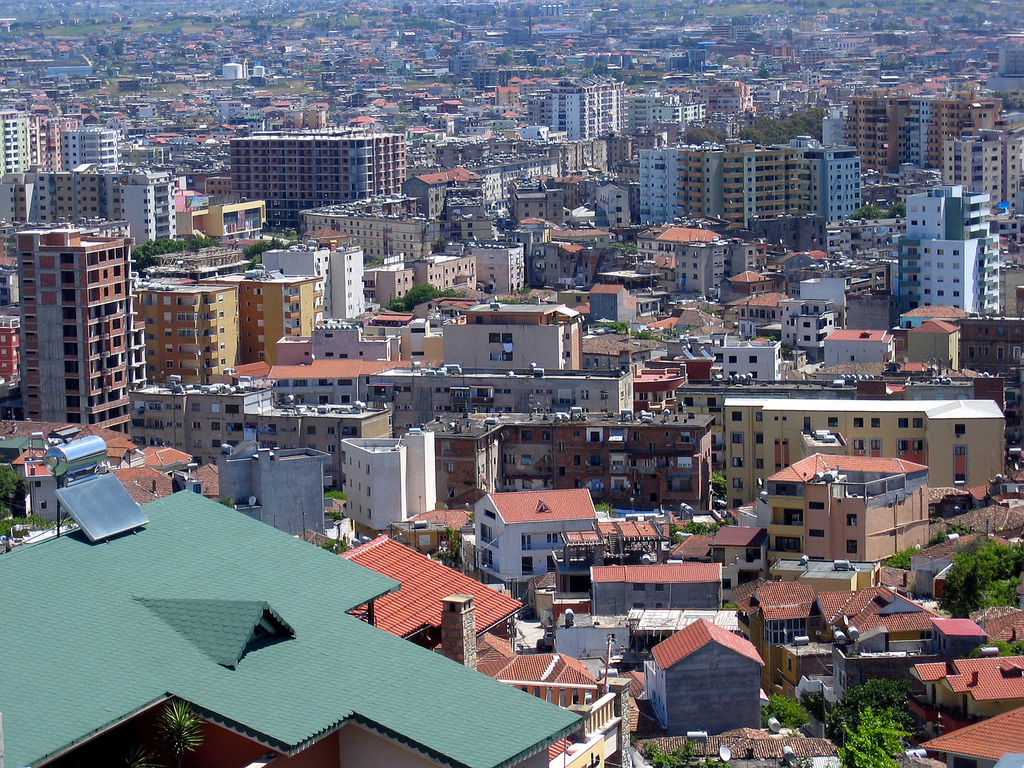
Durrës

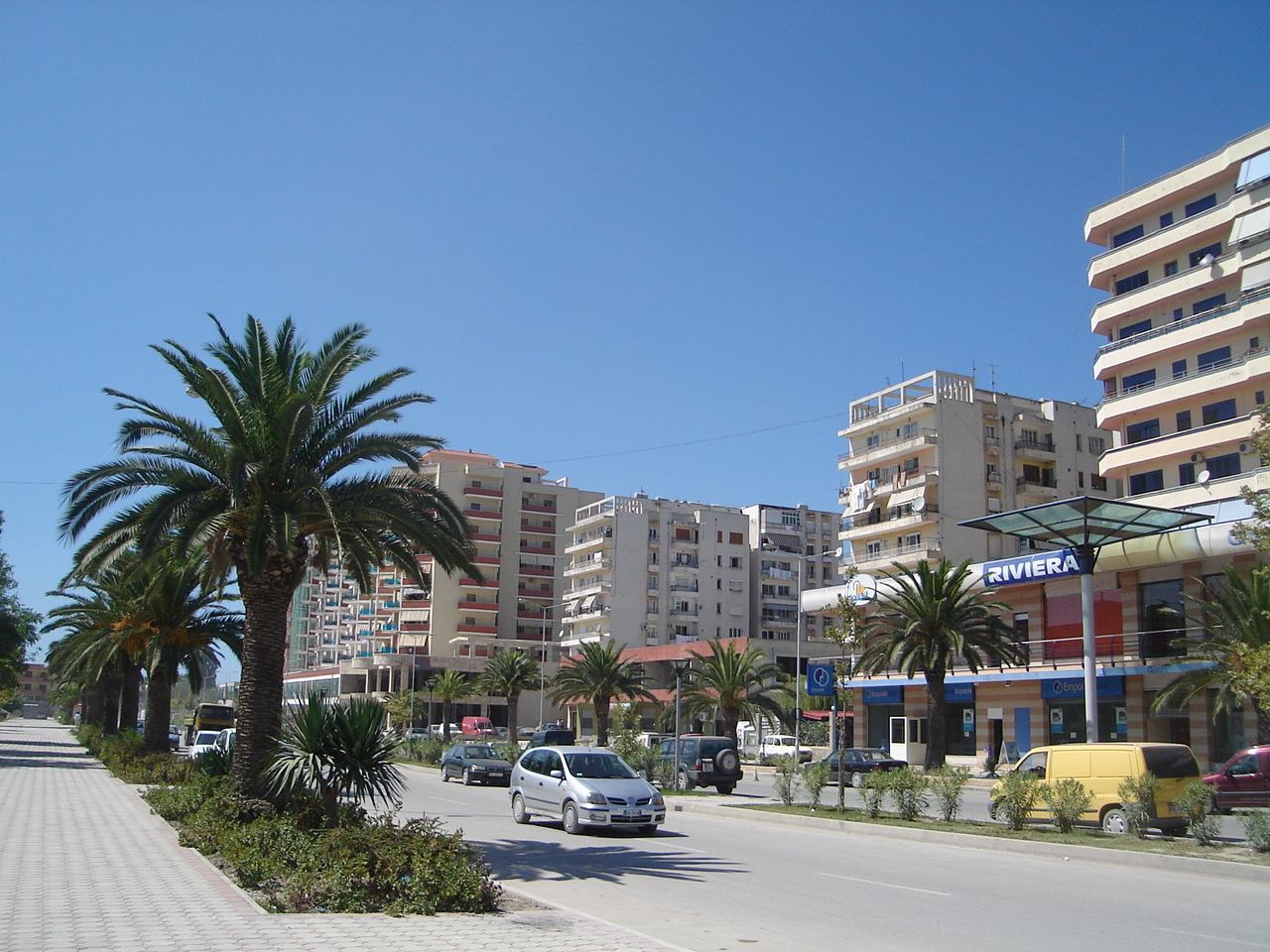
Vlorë

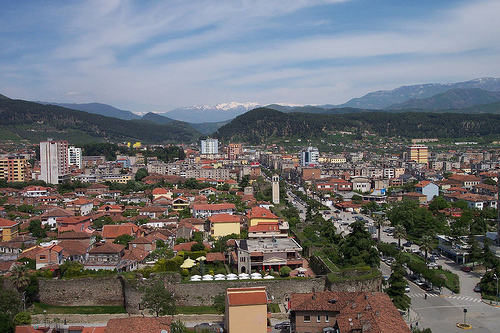
Elbasani

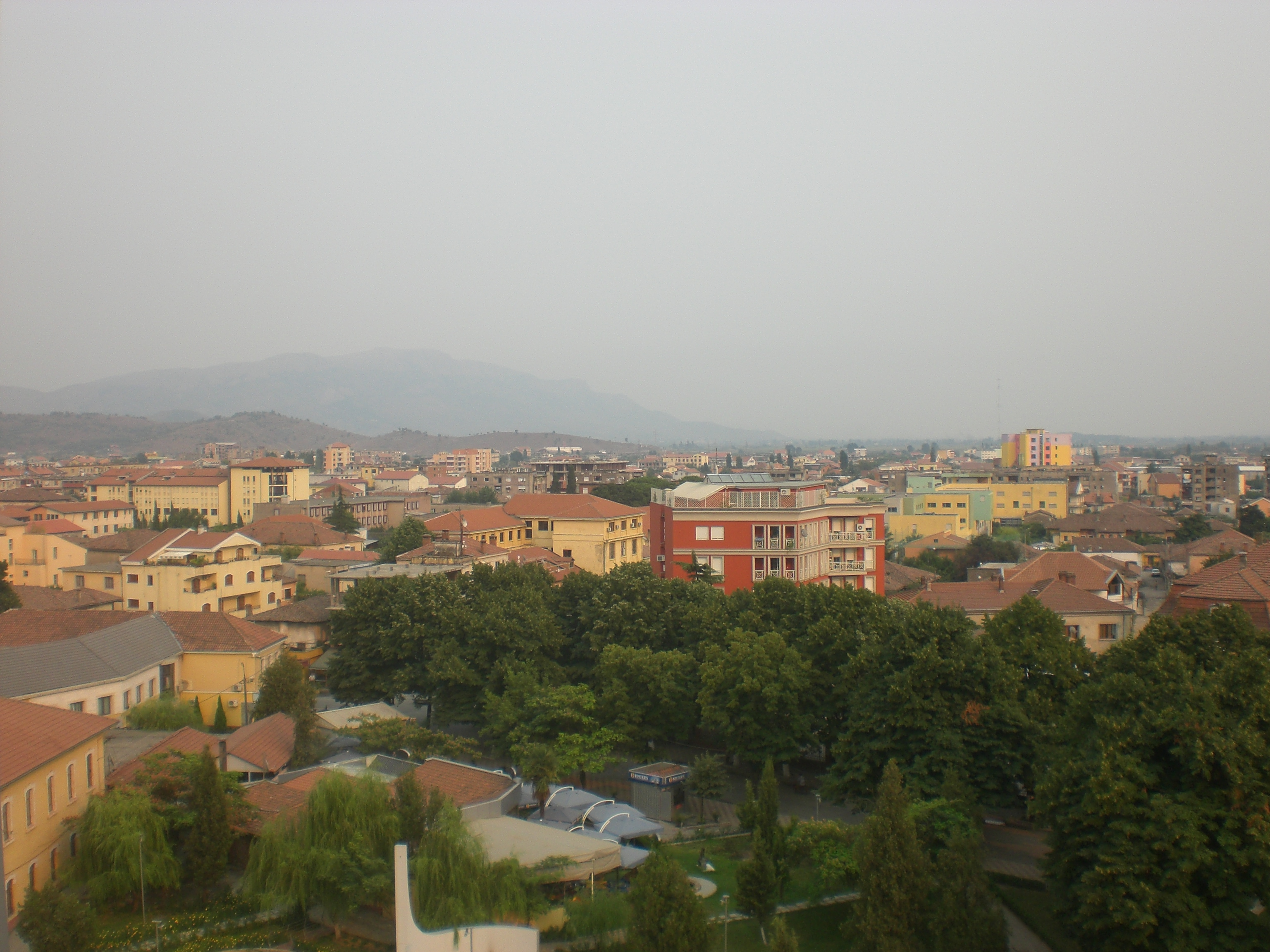
Escodra

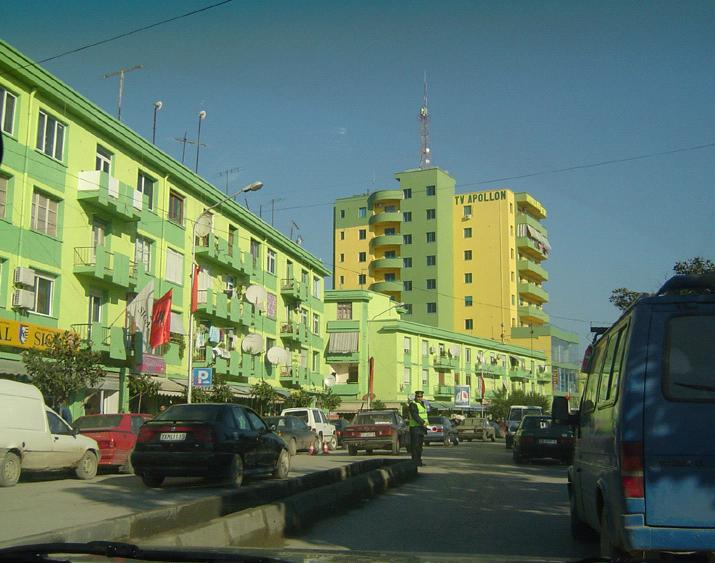
Fier

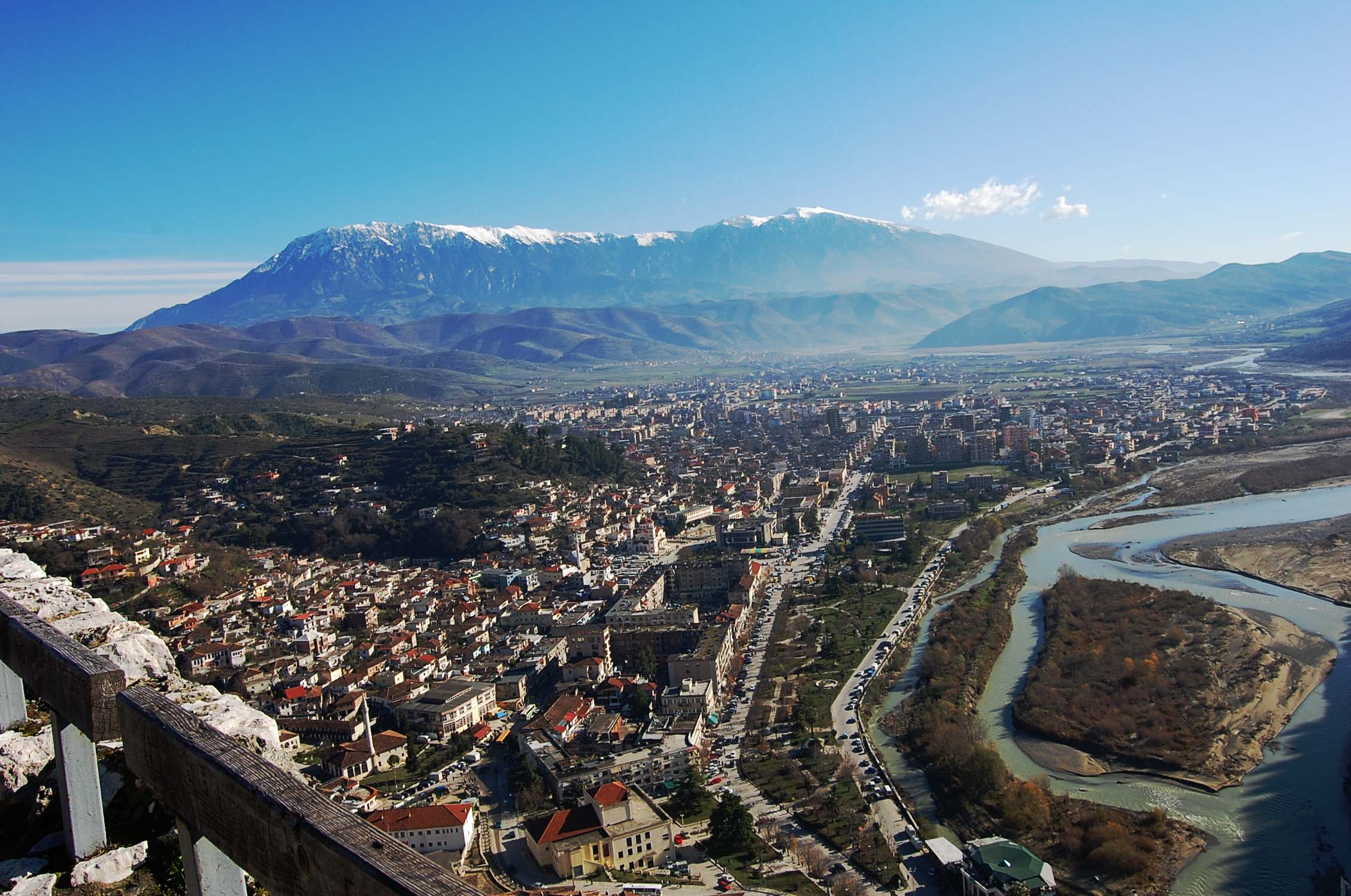
Berati

Esta é uma lista de cidades na Albânia, elas possuem este estatuto de acordo com o Instituto de Estatísticas (Insituti i Statistikës). A capital da Albânia é a cidade de Tirana, de longe a maior cidade do país. A segunda maior cidade e principal porto é Durrës. Apesar das cidades não formarem um nível a parte de divisão administrativa, elas são parte de uma municipalidade urbana (bashki), terceiro nível da divisão administrativa da Albânia.

## Maiores cidades
| Cidade       | Distrito       | população (censo 2001) | população (estimativa 2010) |
| ------------ | -------------- | ---------------------- | --------------------------- |
| Tirana       | Tirana         | 352 581                | 540 000                     |
| Durrës       | Durrës         | 113 465                | 145 000                     |
| Elbasani     | Elbasani       | 95 554                 | 90 400                      |
| Escodra      | Escodra        | 85 798                 | 83 400                      |
| Vlorë        | Vlorë          | 85 180                 | 110 000                     |
| Korçë        | Korçë          | 58 911                 | 58 700                      |
| Fier         | Fier           | 56 297                 | 57 300                      |
| Berati       | Berati         | 45 572                 | 42 800                      |
| Lushnjë      | Lushnjë        | 38 336                 | 32 100                      |
| Kavajë       | Kavajë         | 28 149                 | 33 700                      |
| Pogradec     | Pogradec       | 23 762                 |                             |
| Laç          | Kurbin         | 23 455                 |                             |
| Gjirokastër  | Gjirokastër    | 22 886                 |                             |
| Krujë        | Krujë          | 19 372                 |                             |
| Kuçovë       | Kuçovë         | 18 038                 |                             |
| Kukës        | Kukës          | 16 621                 |                             |
| Lezhë        | Lezhë          | 16 592                 |                             |
| Sarandë      | Sarandë        | 14 553                 |                             |
| Peshkopi     | Dibër          | 14 017                 |                             |
| Burrel       | Mat            | 13 948                 |                             |
| Çorovodë     | Skrapar        | 13 257                 |                             |
| Librazhd     | Librazhd       | 11 550                 |                             |
| Tepelenë     | Tepelenë       | 11 287                 |                             |
| Gramsh       | Gramsh         | 10 533                 |                             |
| Bulqizë      | Bulqizë        | 9 987                  |                             |
| Përmet       | Përmet         | 9 860                  |                             |
| Rrëshen      | Mirditë        | 9 240                  |                             |
| Ballsh       | Mallakastër    | 9 154                  |                             |
| Ersekë       | Kolonjë        | 7 490                  |                             |
| Bajram Curri | Tropojë        | 7 482                  |                             |
| Peqin        | Peqin          | 7 267                  |                             |
| Bilisht      | Devoll         | 6 729                  |                             |
| Pukë         | Pukë           | 6 031                  |                             |
| Delvinë      | Delvinë        | 4 100                  |                             |
| Koplik       | Malësi e Madhe | 4 078                  |                             |
| Krumë        | Has            | 3 215                  |                             |

## Outras cidades
| - Cërrik - Divjakë - Fushë-Arrëz - Fushë-Krujë - Himarë - Kamëz - Këlcyrë - Klos - Konispol - Krrabë | - Kurbnesh - Leskovik - Libohovë - Maliq - Mamurras - Memaliaj - Orikum - Patos - Përrenjas - Poliçan | - Roskovec - Rrogozhinë - Rubik - Selenicë - Shëngjin - Shijak - Tropojë - Ulëz - Urë Vajgurore - Vorë |